# Frederick Haines

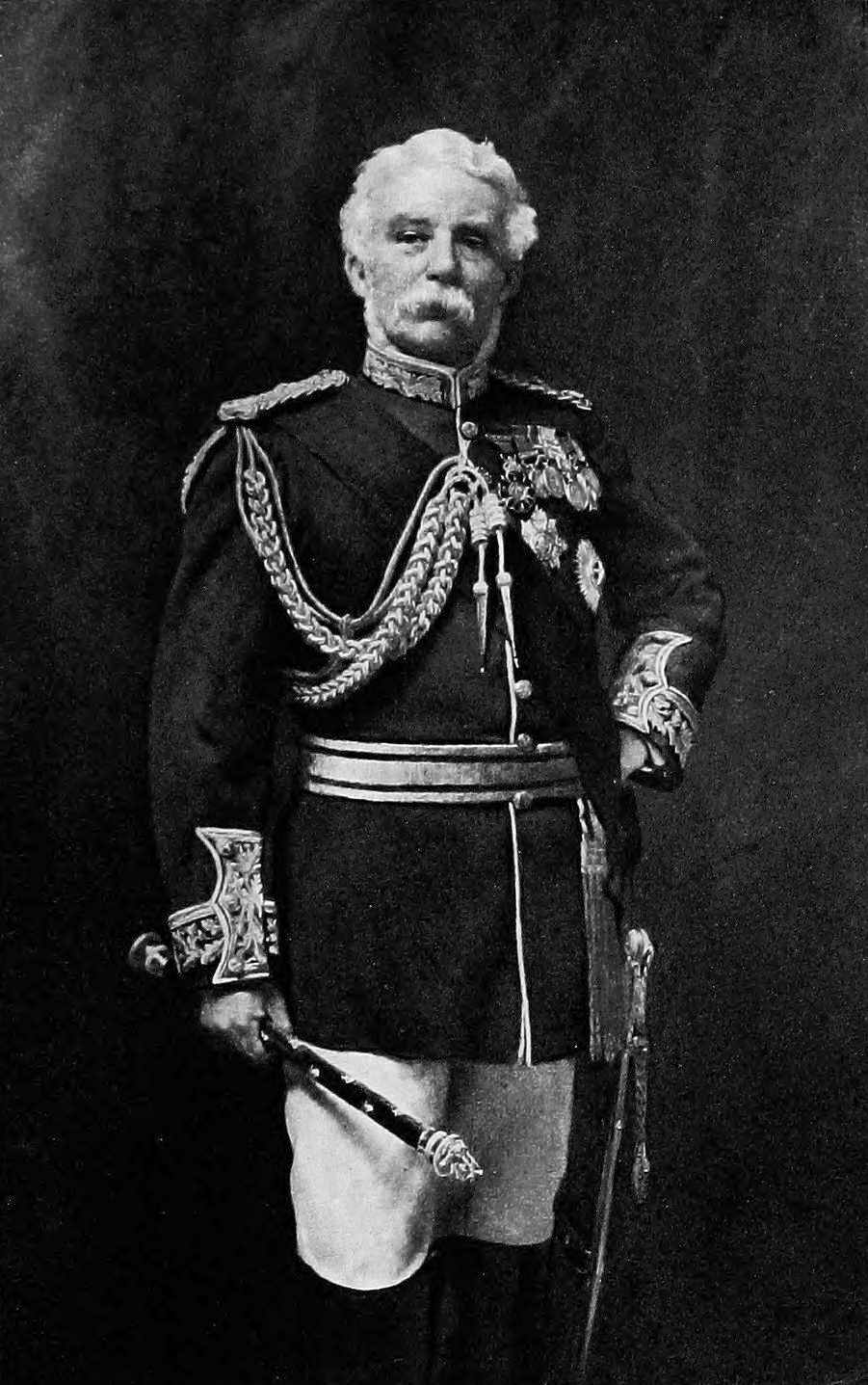
Sir Frederick Haines

Sir Frederick Paul Haines, GCB, GCSI, CIE  (* 10. August 1819 in Kirdford, Sussex; † 11. Juni 1909 in London) war ein britischer Feldmarschall und Oberbefehlshaber in Indien.

## Leben
Er entstammte der Gentry von Sussex und war der jüngste von drei Söhnen des Gregory Haines (1778–1853) aus dessen Ehe mit Harriet Eldridge. Er besuchte die Grammar School in Midhurst und das Royal Military College in Sandhurst.
Im Juni 1839 trat er als Ensign des 4th Regiment of Foot in die British Army ein. Im Dezember 1840 stieg er zum Lieutenant auf und 1843 wurde Aide-de-camp für General Sir Hugh Gough, 1. Baronet, der der Schwiegervater seines ältesten Bruders war. Im Ersten Sikh-Krieg kämpfte er im Dezember 1845 in der Schlacht von Mudki sowie in der Schlacht von Ferozeshah, in der er schwer verwundet wurde. Im Mai 1846 wurde er zum Captain des 10th Regiment of Foot befördert. Im März 1847 wechselte er zum 21st (Royal North British Fusilier) Regiment of Foot und kämpfte im Zweiten Sikh-Krieg im November 1848 in der Schlacht von Ramnagar, im Januar 1849 in der Schlacht von Chillianwala und im Februar 1849 in der Schlacht von Gujrat. Im Juni 1849 wurde er zum Brevet-Major und im August 1850 zum Brevet-Lieutenant-Colonel befördert.
Im Krimkrieg nahm er an den Schlachten an der Alma im September 1854, bei Balaklawa im Oktober 1854 und bei Inkerman im November 1854 teil. Im März 1858 wurde er mit dem osmanischen Mecidiye-Orden fünfter Klasse ausgezeichnet.
Zurück in Großbritannien wurde er im Februar 1855 Assistant Adjutant-General der Aldershot Division. Er wurde dort im April 1855 zum Lieutenant-Colonel und im Dezember 1855 zum Brevet-Colonel befördert. 1856 heiratete er Charlotte Jane Sophia Miller. Im Juni 1856 wurde er als Militärsekretär des Oberbefehlshabers der Madras Army nach Indien versetzt und nach als solcher an der Niederschlagung des Indischen Aufstands von 1857 teil. Im Oktober 1859 wurde er befehlshabender Offizier des im Vereinigten Königreich stationierten 8th Regiment of Foot und im Juni 1862 Deputy Adjutant-General in Irland. Von März 1864 bis Januar 1865 war er Kommandeur der in Irland stationierten 1st Infantry Brigade und erhielt dazu den temporären Rang eines Brigadier-General.
Am 25. November 1864 wurde er zum Brevet-Major-General befördert und kehrte im März 1865 als befehlshabender General der Mysore Division der Madras Army nach Indien zurück. Er hatte dieses Amt bis September 1870 inne. Er kehrte sodann in die Heimat zurück, wo er von November 1870 bis April 1871 Generalquartiermeister der Streitkräfte im Vereinigten Königreich war. Anschließend kehrte er erneut nach Indien zurück, wo er, in den lokalen Rang eines Lieutenant-General befördert, von Mai 1871 bis Dezember 1875 das Amt des Oberbefehlshabers der Madras Army wahrnahm. Am 20. Mai 1871 wurde er als Knight Commander des Order of the Bath geadelt, am 23. Mai 1873 in den substanziellen Rang eines Lieutenant-General und am 22. März 1876 in den lokalen Rang eines General befördert.
Von April 1876 bis April 1881 war er Oberbefehlshaber in Indien. Am 2. Juni 1877 wurde er zum Knight Grand Cross des Order of the Bath erhoben und am 31. Dezember als Companion in den Order of the Indian Empire aufgenommen. Er befehligte die Streitkräfte in Indien während des Zweiten Anglo-Afghanischen Krieges (1878–1880) und setzte sich erfolgreich dafür ein, dass schon vor der Mobilmachung ein großes Heer zusammengezogen wurde. Als der Krieg begann, neigte der Generalgouverneur und Vizekönig von Indien Lord Lytton dazu, Haines zu übergehen und den Kommandeuren im Felde direkte Befehle zu erteilen, was zu Reibereien zwischen den beiden Männern führte. Am 29. Juli 1879 wurde er als Knight Grand Cross des Order of the Star of India ausgezeichnet. 1880 wurde ihm auch die erbliche Adelswürde eines Baronet angeboten – er lehnte jedoch zunächst wegen des schlechten Gesundheitszustandes seiner Gattin ab, annehmend, das ihm der Titel nach deren Gesundung erneut angeboten würde. Die Gesundheit seiner Gattin verschlechterte sich allerdings, sie starb noch im selben Jahr und die Baronetwürde wurde ihm nicht erneut angeboten. Am 21. Mai 1890 wurde er zum Field-Marshal befördert. Er war von 1874 bis 1881 Colonel der 104th (Bengal Fusiliers) Regiment of Foot, von 1881 bis 1890 Colonel der 2nd Battalion und von 1890 bis 1909 Colonel der Royal Munster Fusiliers und der Royal Scots Fusiliers.
1881 schied er aus dem aktiven Militärdienst aus, starb 1909 in seinem Haus an der Pall Mall in London und wurde auf dem Brompton Cemetery in London begraben. Aus seiner Ehe hinterließ er drei Söhne.